# Złota Maska (województwo śląskie)
Nagroda Teatralna „Złota Maska” – nagroda za szczególne osiągnięcia artystyczne w zakresie sztuki teatralnej przyznawana przez przedstawicieli mediów województwa śląskiego. Wręczana jest corocznie podczas gali z okazji Międzynarodowego Dnia Teatru.

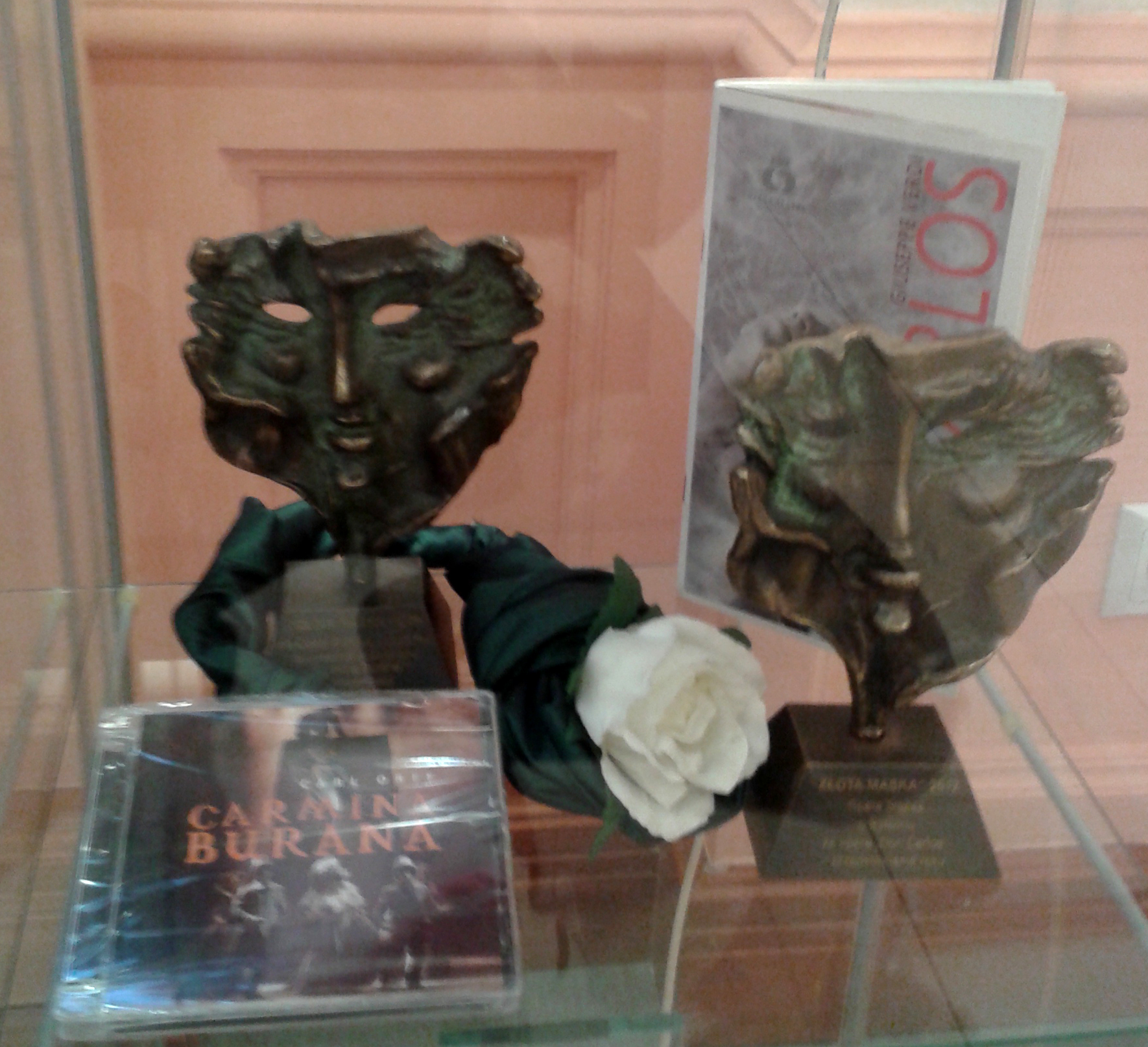
Złote Maski dla Opery Śląskiej

Nagroda przyznawana jest od 1967 roku, początkowo przyznawały ją regionalne media oraz wojewodowie czterech województw – katowickiego, bielskiego, częstochowskiego i opolskiego, a od 1999 roku  – województwa śląskiego. 
Złote Maski przyznaje Zarząd Województwa Śląskiego na podstawie propozycji komisji złożonej z przedstawicieli fundatorów (mediów). Ocenie podlegają spektakle premierowe zrealizowane na terenie województwa śląskiego w roku kalendarzowym poprzedzającym przyznanie nagrody.
Nagroda przyznawana jest w następujących kategoriach:
- przedstawienie roku – nagroda dla instytucji,
- spektakl dla młodych widzów – nagroda dla instytucji,
- aktorstwo za rolę kobiecą w spektaklach dramatycznych,
- aktorstwo za rolę męską w spektaklach dramatycznych,
- aktorstwo za rolę w teatrach lalkowych,
- aktorstwo za rolę wokalno-aktorską,
- reżyseria,
- scenografia,
- nagroda specjalna

Uroczystość wręczenia Złotych Masek organizowana jest wspólnie z województwem opolskim, które przyznaje podobne nagrody na podstawie własnego regulaminu.